# Здание Народного банка (Гусев)
Здание Народного банка ― историческое здание, расположенное в городе Гусеве Калининградской области. Находится на улице Льва Толстого (бывшая Кирхенштрассе). Имеет два этажа, выполнено в стиле неоготики, о чём свидетельствуют такие элементы декора, как розетка и пинакли. Построено из клинкерного кирпича.

## История
Строительство здания велось в 1910—1911 годах. Почти сразу после окончания строительства здание было выкуплено Народным банком.
Во время Второй мировой войны сильно пострадала крыша в левой части здания, также были уничтожены некоторые украшения. В 1956 году здание было отдано под общежитие для работников завода светотехнической арматуры.
Постановлением Правительства Калининградской области от 23 марта 2007 года № 132 зданию присвоен статус объекта культурного наследия регионального значения.
В 2015 году после расселения здания властями Гусева была предпринята попытка его продажи. В 2019 году началась реконструкция правой части сооружения.